# Disturbed
Disturbed是一支来自芝加哥的美国重金属乐队，成立于1994年。乐队成员包括吉他手丹·多尼根（Dan Donegan）、鼓手麦克·温格伦（Mike Wengren）、主唱戴维·德雷曼（David Draiman）和贝斯手约翰·莫耶（John Moyer）。多尼根和温格伦从乐队成立开始一直留在乐队，德雷曼在1996年取代了原来的主唱埃里希·阿瓦特（Erich Awalt），莫耶在2004年取代了原来的贝斯手史蒂夫·“Fuzz”·克马克（Steve "Fuzz" Kmak）。
Disturbed的首张专辑《The Sickness》于2000年发行并取得了商业上的成功，主要归功于单曲《Down With the Sickness》和《Stupify》。随后，乐队发布了专辑《Believe》（2002年）、《Ten Thousand Fists》（2005年）、《Indestructible》（2008年）和《Asylum》（2010年），所有这些专辑都在Billboard 200榜单上首次亮相即夺得冠军。Disturbed于2011年10月进入停滞期，期间乐队成员专注于各种副业，并发行了《The Lost Children》专辑，其中包含了先前未发表的歌曲。他们于2015年6月回归，并在同一年发行了第六张专辑《Immortalized》。随后推出了《Evolution》（2018年）和《Divisive》（2022年）两张专辑。
Disturbed的唱片全球销量超过1700万张，专辑获得6项RIAA认证（其中《The Sickness》获得5倍白金认证），所有八张专辑中的单曲均进入主流摇滚排行榜前十名，并获得两项格莱美奖提名，与活结乐队和Godsmack齐名，为21世纪最成功的摇滚乐队之一。 

## 历史

### 早期（1994-1996）
在戴维·德雷曼加入Disturbed之前，吉他手丹·多尼根、鼓手麦克·温格伦和贝斯手史蒂夫·克马克曾在一支名为Brawl的乐队中与主唱埃里希·阿瓦特共同演出。然而多尼根在乐队的DVD《Decade of Disturbed》中提到，乐队在更名为"Brawl"之前的名字应该是"Crawl"，但由于已经有另一支乐队使用了这个名字，所以他们改成了"Brawl"。Awalt在录制了一盘演示磁带后不久就离开了乐队，其他三名成员开始寻找一位新的主唱。他们在音乐刊物《Illinois Entertainer》上刊登了一则招聘广告。 德雷曼在当月参加了其他二十场试镜后响应了这则招聘广告。吉他手丹·多尼根评论道："我们与许多歌手交谈或试镜过，但他（德雷曼）是唯一一个愿意尝试原创歌曲的歌手，而这让我印象深刻"
关于德雷曼是如何成为乐队主唱的故事，多尼根说道：“（在试镜开始的）一两分钟后，他（德雷曼）就开始唱一些炸裂的旋律...我当时弹着吉他却咧着嘴笑个不停，尽力不让人发现我喜欢这个家伙，你懂的，因为我不想，你知道的，我对他说： ‘是的，我们会回电话的。我们会，你知道的，讨论一下。’但我真的很兴奋，脊背一阵发麻。我心想：‘有戏了。’”鼓手麦克·温格伦也说：“我们一拍即合。”随后德雷曼于1996年加入了该乐队，之后乐队更名为Disturbed。德雷曼在一次采访中当被问及为什么将乐队命名为"Disturbed"时，他说："这个名字是我多年来一直在考虑的。它似乎象征着我们当时感觉到的一切。人们被迫循规蹈矩的程度让我们感到不安（was disturbing to us），而我们要挑战这个现状，那么这个名字就说得通了。"

### The Sickness（1997-2000）
在更名为Disturbed后，乐队录制了两盘三首歌的歌曲小样，第一盘包括了《The Game》、《Down with the Sickness》和《Meaning of Life》的小样，而第二盘包括了《Want》、《Stupify》和《Droppin' Plates》的小样。专辑封面采用了乐队新创建的吉祥物"The Guy"。乐队最终于1999年8月与Giant Records签约，同时在芝加哥的Riviera Theatre为Ministry乐队开场演出。在2000年，乐队发布了其首张专辑，名为《The Sickness》，这张专辑使乐队一炮而红。该专辑在Billboard 200榜单上排到了第20位，自发布以来在美国销售了超过四百万张。在参加玛丽莲·曼森2001年欧洲巡演之前，贝斯手Steve Kmak由于在芝加哥Disturbed的排练厅外从消防逃生楼梯坠落而导致踝骨粉碎性骨折，无法与乐队一起参加巡演。当时因为电梯被占用，所以Kmak选择使用消防通道下楼而引起了事故。Kmak错过了该巡回演出的欧洲部分，但他在2001年1月11日和12日参加了Disturbed在芝加哥的演出。在欧洲巡回期间，Marty O'Brien代替Kmak作为贝斯手演出至Kmak痊愈。

### Believe（2001-2003）

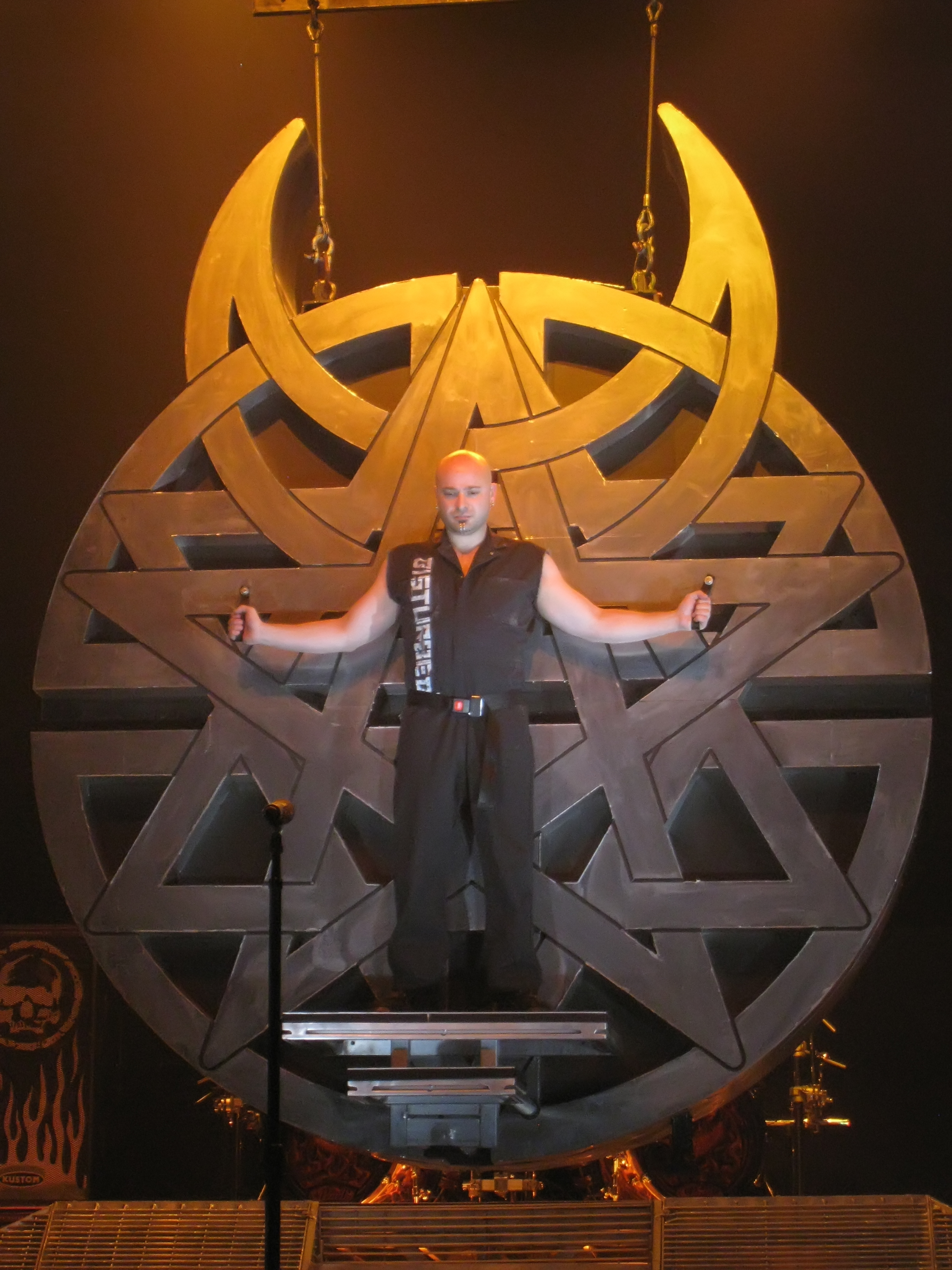
戴维·德雷曼在舞台上的Believe专辑标志前

在对Faith No More的致敬专辑中，Disturbed翻唱了歌曲《Midlife Crisis》，该专辑最终于2002年发布。然而，Disturbed的翻唱并未使用，后来的重新录制版本将在合辑《The Lost Children》中亮相。在2001年9月，他们开始制作第二张录音室专辑。于2002年6月4日，Disturbed发布了一部关于乐队的纪录片DVD，名为《M.O.L.》，展示了一些乐队在录音室和巡演期间的乐队成员个人瞬间，同时还包括几首音乐录影带和现场演出。于2002年9月17日，Disturbed发布了他们的第二张录音室专辑，名为《Believe》，该专辑在Billboard 200榜单上一亮相即夺得冠军。专辑中的第一支单曲《Prayer》的音乐录影带由于被认为与2001年9月11日的袭击事件有相似之处，因此被大多数电视台停播。戴维·德雷曼为一首名为《Forsaken》的歌曲录制了人声，该歌曲由Korn乐队的Jonathan Davis创作和制作，并收录在《吸血鬼之女》的原声带中。
在2003年，乐队再次参加了Ozzfest巡回演出，并开始了自己的另一场巡演，名为Music as a Weapon II。Chevelle、Taproot和Ünloco等乐队与他们一同巡演。在巡演期间，Disturbed首次演奏了一首未发表的歌曲，名为《Dehumanized》。在完成了Music as a Weapon II巡回演出后，由于与乐队其他成员“性格不合”，Steve Kmak被乐队解雇。他的位置由约翰·莫耶取代；莫耶之前的乐队，Union Underground，最近变得不活跃。在莫耶成为乐队的新贝斯手的那天晚上，Disturbed在House of Blues现场演出，并演奏了两首新歌，《Hell》和《Monster》，这两首歌都成为了乐队第三张录音室专辑《Ten Thousand Fists》的B面曲目。

### Ten Thousand Fists(2004–2006)
Disturbed的第三张录音室专辑《Ten Thousand Fists》于2005年9月20日发行。这张专辑首次亮相就在Billboard 200排行榜上排名第一，而且在发行后一周内售出约238,000张。该专辑于2006年1月5日销量达到1,000,000张，在美国获得白金认证。为了支持这张专辑，乐队与10 Years和Ill Niño一起进行了巡演。在Ozzfest 2006，Disturbed与堕落体制、时空飞鹰、龙之动力 、七级炼狱和Hatebreed等乐队一同成为主要阵容。

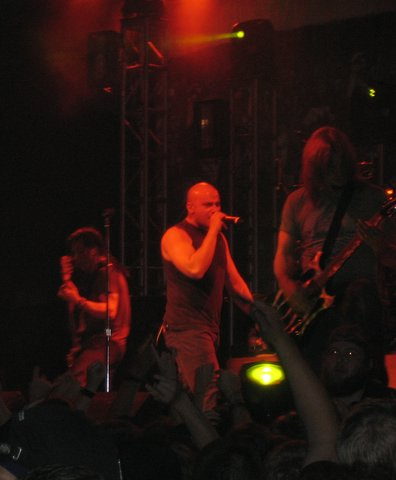
2005年Disturbed的演出

在接受Launch Radio Networks采访时，Disturbed主唱戴维·德雷曼表示专辑录制了二十首歌曲，但只有十四首进入了最终的曲目列表。剩下的歌曲包括《Hell》，该歌曲包含在两首《Stricken》单曲中的一首；《Monster》，该歌曲作为《Ten Thousand Fists》的iTunes预购额外内容，后来也包括在《Ten Thousand Fists》巡回版中；《Two Worlds》，该歌曲还包括在《Ten Thousand Fists》巡回版中；以及《Sickened》，该歌曲包含在《Land of Confusion》单曲中。《Ten Thousand Fists》是Disturbed发行的第一张包含吉他独奏的专辑。乐队表示他们觉得吉他独奏是许多现代音乐中缺失的一部分，他们希望能够重新引入一些这样的元素。《Stricken》、《Overburdened》和《Land of Confusion》等歌曲都包含吉他独奏，以及其他许多歌曲。
在2006年，原定进行一场欧洲巡回演出，但由于德雷曼患有严重的胃食道逆流而影响了他的声音，因此巡演被推迟了两次，这是德雷曼本人所说的。同年晚些时候，德雷曼接受了为了治疗影响他的声音的鼻中隔偏斜而进行的手术，并从那时起，德雷曼在巡演途中减少了饮酒。在2006年底，Disturbed主演了另一场名为Music as a Weapon III的巡回演出；与他们一同巡演的有Flyleaf、[[Stone Sour和Nonpoint等乐队。Disturbed在2006年底完成了Music as a Weapon III巡回演出的第一阶段。不久之后，德雷曼表示将停止巡演，开始着手制作他们的第四张录音室专辑。

### Indestructible(2007–2009)

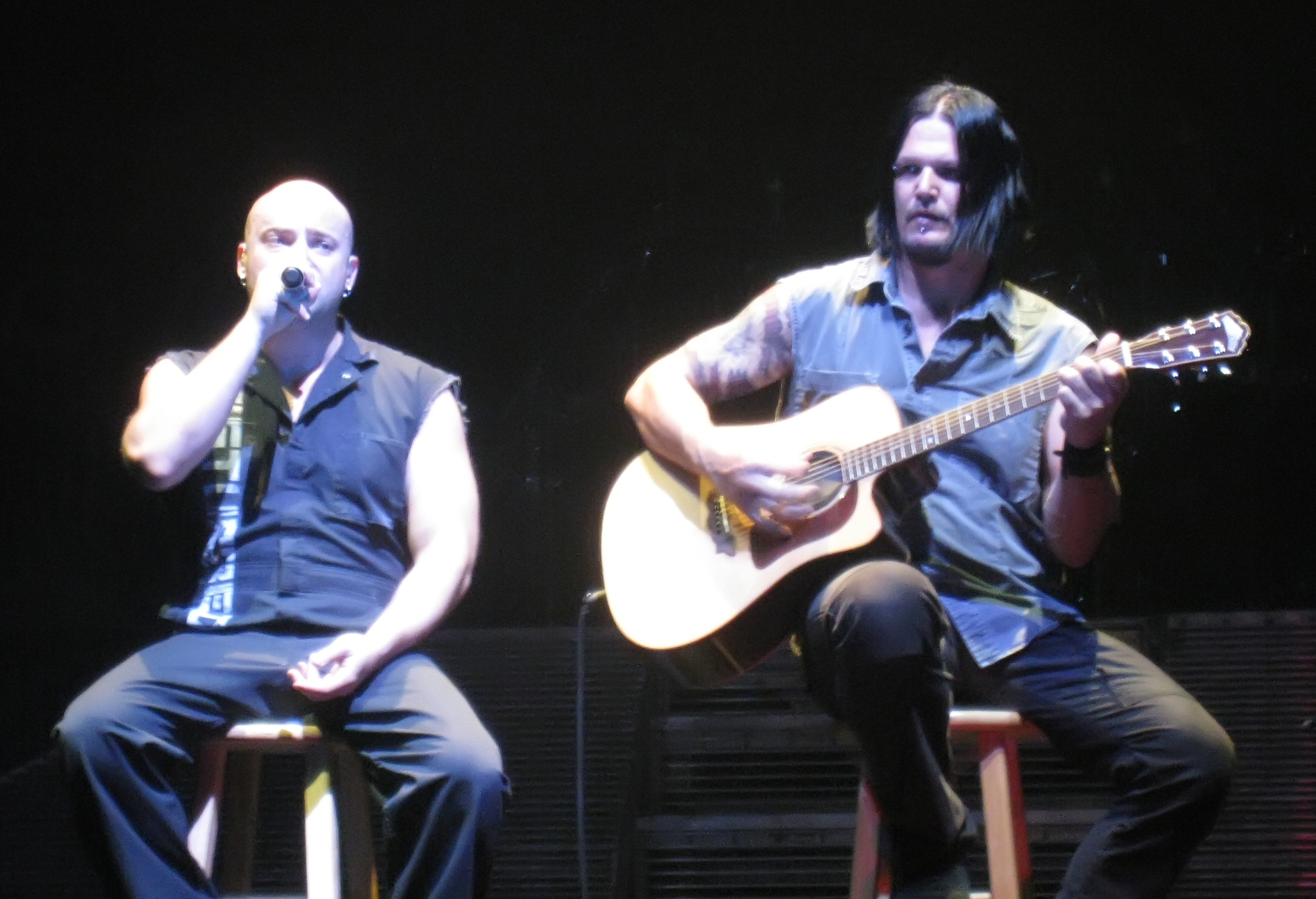
戴维·德雷曼（左）和丹·多尼根于2009年表演

在2007年7月，Disturbed将一首名为《This Moment》的新歌发布在电影《变形金刚》的原声带上。Disturbed于2007年底在洛杉矶混音了他们的第四张录音室专辑，名为《Indestructible》。在一次较早的采访中，戴维·德雷曼表示他们计划录制15首歌曲，但只有12首会包括在专辑中。
《Indestructible》的首支单曲《Inside the Fire》于2008年3月25日在数字发行服务上正式发布。该乐队还于2008年4月和5月在美国与Five Finger Death Punch和Art of Dying等乐队一同进行了巡回演出。"Inside the Fire" 的音乐视频于2008年5月2日在该乐队的官方网站上发布。Disturbed于2008年5月6日将之前免费提供的歌曲《Perfect Insanity》作为第二支单曲发布到iTunes Store上，并于同年6月3日正式开放《Indestructible》专辑的预售。该专辑于2008年6月3日在美国发行，6月7日在澳大利亚发行，并成功登顶Billboard 200榜单，成为该乐队的第三张连续登顶专辑。此外，还推出了一张特别的“互联网限定”版专辑，其中包含B面曲目《Run》、一张制作幕后的DVD，附带的海报，VIP胸卡，参与特殊Disturbed活动的权限，以及一个专属网站，其中包含独家视频、珍贵音频等内容。 Disturbed于2008年5月29日进行了他们的首场在线现场音乐会，由Pepsi和Deep Rock Drive赞助，地点在拉斯维加斯。 该乐队还在2008年夏季与活结乐队、龙之动力和大只佬等乐队一同作为“Mayhem Festival”的巡演嘉宾。Disturbed还在2008年8月和9月完成了一场澳大利亚和新西兰的巡回演出。
在2008年5月，游戏Rock Band的开发商Harmonix宣布他们已经与Disturbed和Best Buy达成协议，为那些从Best Buy网站预购专辑的人提供在Rock Band中演奏两首《Indestructible》专辑的曲目。在2008年6月3日，Harmonix发布了《Indestructible》中的三首曲目：“Indestructible”、“Inside the Fire”和“Perfect Insanity”。在2009年5月12日，Harmonix将《Stricken》和《Stupify》发布到Rock Band音乐商店。

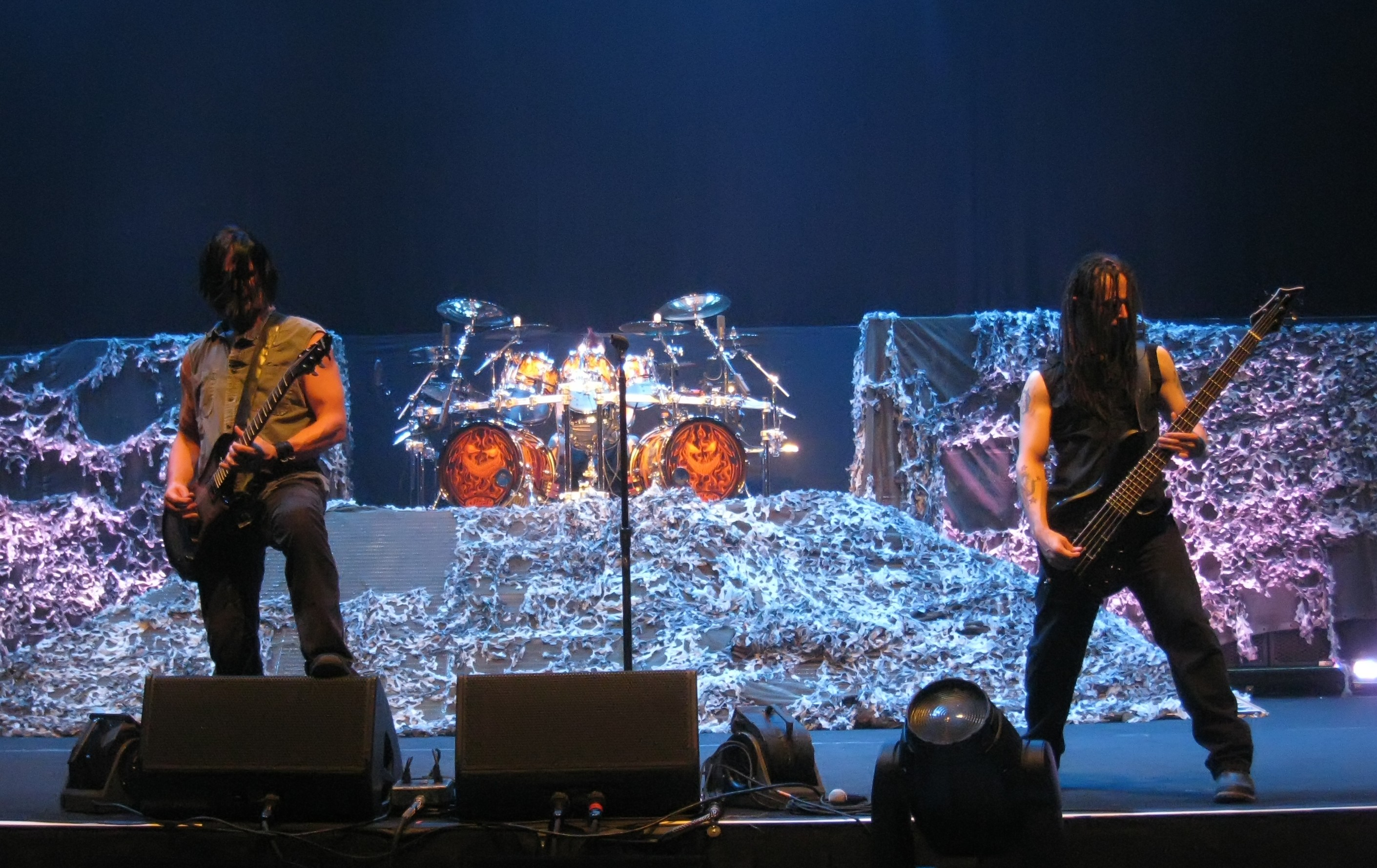
2009年丹·多尼根 (left) and 约翰·莫耶

在2008年9月30日，该乐队发布了名为《Live & Indestructible》的iTunes独家现场专辑，由在Deep Rock Drive演出的歌曲组成，以及《Indestructible》的音乐录影带。该乐队开始了一场从2008年10月在伦敦开始，至11月在赫尔辛基结束的欧洲巡回演出。在2008年11月和12月，Disturbed在美国进行了巡演。歌曲《Inside the Fire》获得了2009年格莱美奖“最佳硬摇滚表演”奖项提名。在2009年3月，Disturbed发布了单曲《The Night》的音乐视频。该乐队于2009年3月开始了他们的Music as a Weapon IV巡回演出，并于5月底结束。这场音乐节的主舞台上还有终极杀戮、时空飞鹰和Chimaira等乐队。该乐队在《Covered, A Revolution in Sound》专辑上发布了Faith No More的歌曲《Midlife Crisis》的第二个翻唱版本，该专辑还包括大只佬、The Used和七级炼狱等乐队。这个对《Midlife Crisis》的翻唱最初是为《Indestructible》录制的，但乐队决定不将其包含在专辑中。

### AsylumandThe Lost Children（2010-2011）
在2009年7月接受FaceCulture采访时，德雷曼表示该DVD将“追溯乐队过去十年的历程，来展现我们在这十年间的成长。” 他还谈到了第五张专辑：“丹尼提出的一些歌曲旋律真的很惊艳。但它们只是一些小片段…甚至还没有进展到小样的程度。” 几个月后，即在2010年3月23日，该乐队发布了首张专辑《The Sickness》的重发版，包括B面曲目《God of the Mind》和《A Welcome Burden》，更新的艺术封面，以及重新混音和重制的曲目列表。这也是该专辑首次以黑胶格式发行。在2010年2月26日，Harmonix宣布在Rock Band音乐商店上下载的第二个Disturbed套装，包含2010年重新混音版本的《Voices》、《The Game》和《Meaning of Life》。
该乐队于2010年初进入芝加哥的录音室，开始录制他们的第五张专辑，计划在同年夏季发布。吉他手丹·多尼根表示，乐队已经创作了大约15到18首歌曲。后来证实专辑的标题将是《Asylum》。该乐队发布了对重金属乐队Judas Priest的歌曲《Living After Midnight》的翻唱版本，收录在《Metal Hammer Presents... Tribute to British Steel》专辑中。在进入录音室大约两个月后的2010年4月20日，Disturbed宣布他们已经完成了专辑的录制，并准备在加利福尼亚州洛杉矶进行混音。与上一张专辑"Indestructible"一样，Disturbed表示他们是自我制作的"Asylum"。 该乐队宣布《Asylum》将于2010年8月31日发布。在2010年7月9日，专辑的曲目清单在乐队的官方网站上公布。《Asylum》在Billboard 200榜单上首次亮相即登顶。这是Disturbed第四张连续登顶榜单的录音室专辑，这一成就仅被金屬製品和大衛·馬修樂團两支乐队获得。

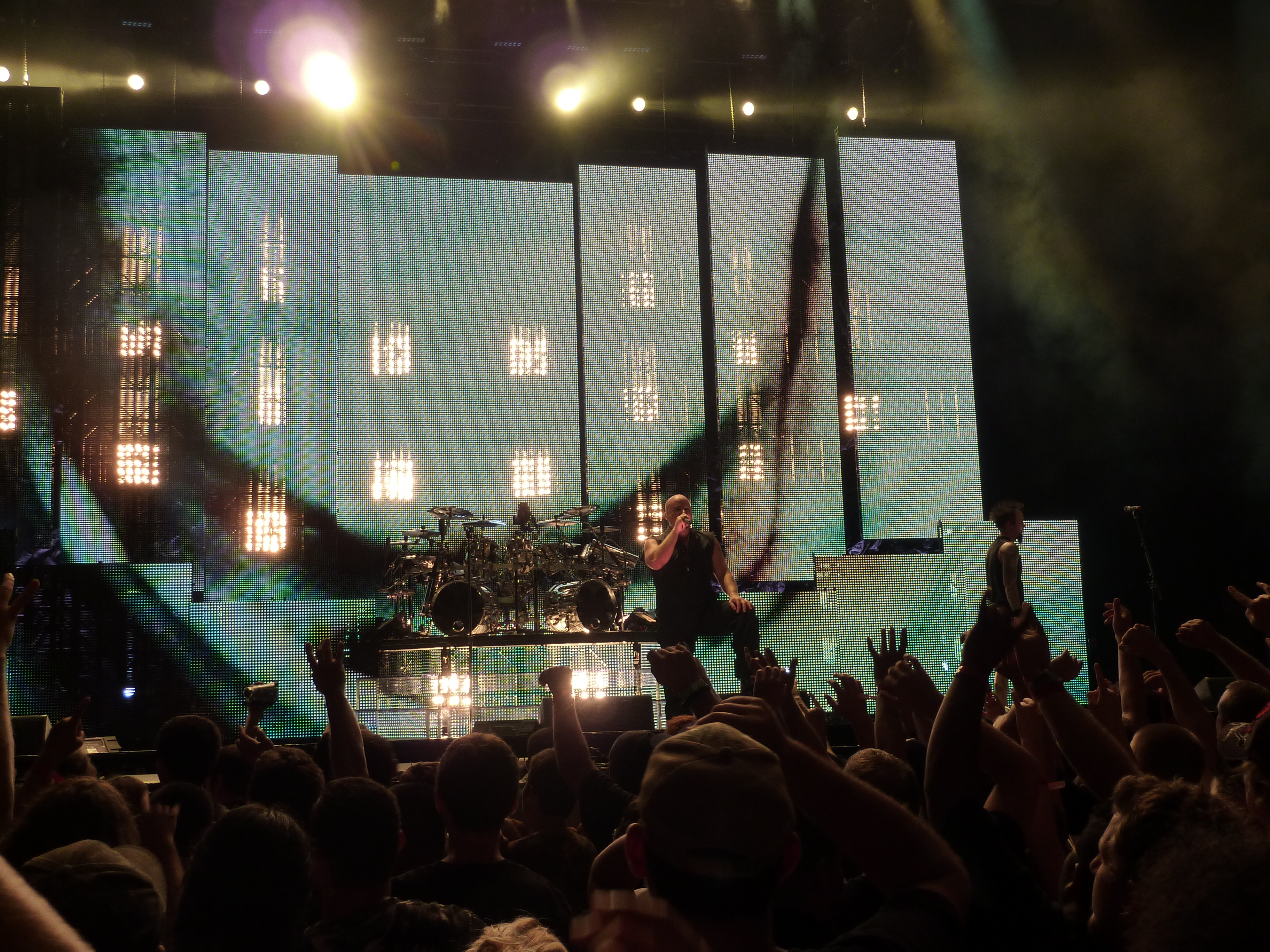
2010年Disturbed演出《Down with the sickness》

Disturbed在2010年晚夏季与Avenged Sevenfold、Stone Sour、Hellyeah和Halestorm等其他乐队一同成为首届“Rockstar Energy Drink Uproar”巡演的主演。然后，在2010年10月，有报道称戴维·德雷曼被诊断出患有“严重的喉咙问题”，该乐队的美国巡演被取消，因为德雷曼的康复过程可能需要长达四周的时间。在那年年底左右，Disturbed宣布他们将在2011年开始Music as a Weapon V巡演，与Korn同台演出，并邀请了Sevendust、In This Moment和Stillwell作为嘉宾。在2011年1月，Mayhem Festival宣布Disturbed将与Godsmack和麦加帝斯一同成为该夏季音乐节的主演。在2011年2月，Disturbed被加入了夏季的Download Festival阵容。Disturbed宣布他们将在2011年5月与其他乐队共同主演位于俄亥俄州哥伦布的Rock on the Range音乐节。
在4月28日星期四，Disturbed宣布他们先前未发布的《Asylum》专辑中的额外曲目，名为《3》，将在他们的网站上提供下载。他们表示，这首歌曲所得的所有收益将捐赠给Damien Echols Defense Fund慈善基金会。
在2011年7月，该乐队确认他们将在完成当年的美国巡演后进入停滞期。在同月的一次采访中，德雷曼否认了乐队成员之间存在冲突。 Disturbed于2011年10月开始休息期。该乐队在2011年11月8日发布了一张B面曲目的合辑专辑，名为《The Lost Children》。歌曲"Hell"于2011年10月11日提供数字下载，但德雷曼在他的Twitter页面上表示不会出音乐视频。专辑中还包括一首以前未发行的歌曲，名为《Mine》。曲目列表和发行日期于9月20日在德雷曼的Twitter页面上公布。在2012年4月21日，为了纪念唱片商店日，Disturbed发布了《The Collection》。这是一个包含乐队五张全长录音室专辑的盒装套装，以140克黑胶LP的形式发行。

### Immortalized（2015-2017）

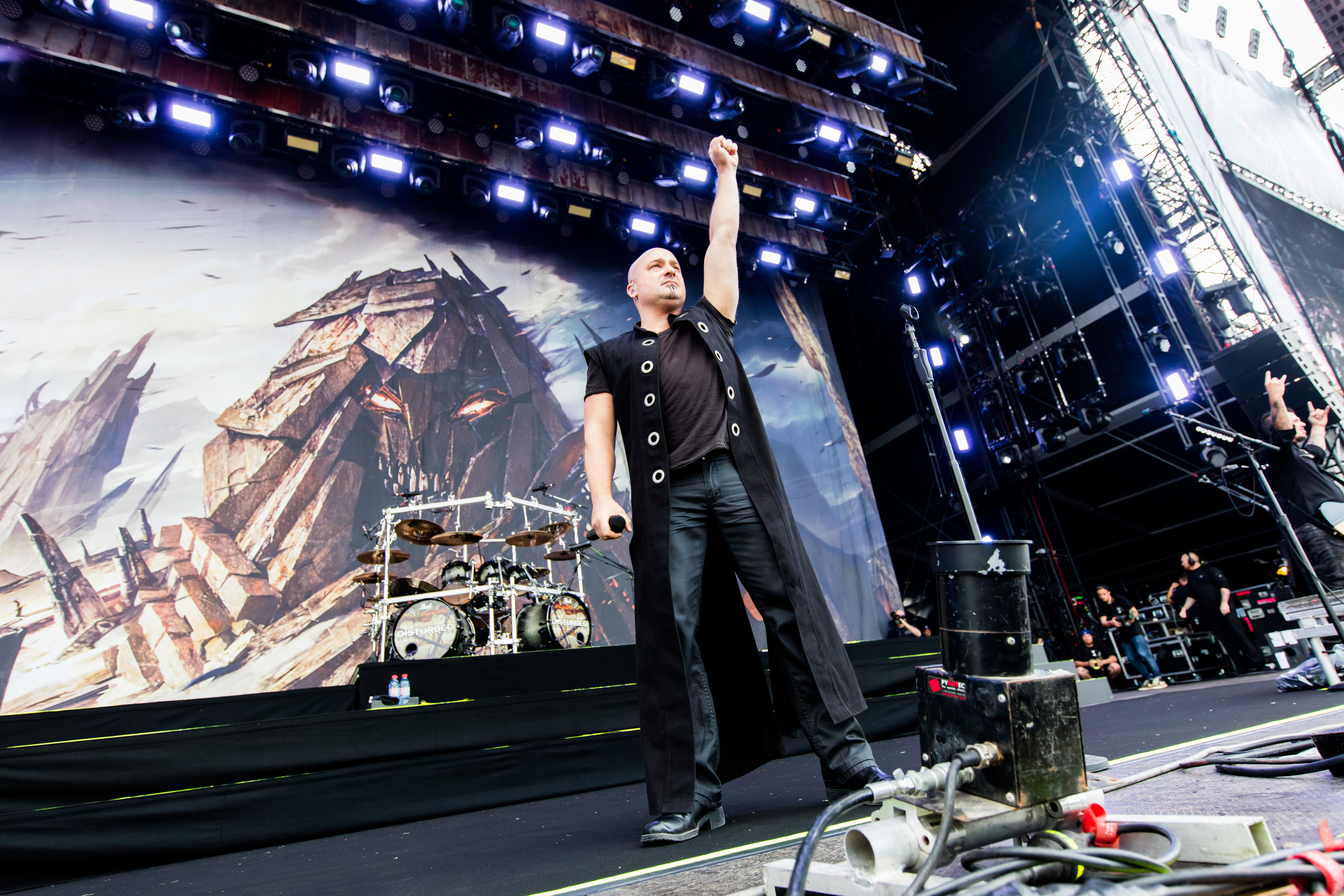
2016年Disturbed在德国Rock am Ring音乐节

于2015年6月20日，在Disturbed的Facebook页面和官方网站上发布了暗示着该乐队有可能回归的消息。网站展示了一个新的Disturbed标志，以及乐队吉祥物"The Guy"的视频。新的Disturbed标志也发布到他们的官方Facebook页面上，伴随着吉祥物的视频，而他们的个人资料图片也变成了纯黑色，表示乐队的新动态。在2015年6月22日，Disturbed在脸书上发布了另一个视频，这次展示了"The Guy"的苏醒，和官方网站上18小时的倒计时，引起乐迷对对明确复合的猜测。
于2015年6月23日，Disturbed正式宣布结束他们的休息期，并宣布他们的新专辑名为《Immortalized》。在同一天，新单曲"The Vengeful One"的官方音乐视频在他们的YouTube频道上发布。《Immortalized》于2015年8月21日发布。由于参与其他项目，约翰·莫耶未参与专辑的演奏，所有的贝斯曲目都由丹·多尼根演奏。莫耶没有出现在该乐队在2015年12月发布的"The Sound of Silence"音乐视频中。但莫耶仍然作为乐队成员出现在专辑的宣传照片中并继续出现在现场演出中。
在专辑发布当天，该乐队在芝加哥的House of Blues举办了四年来的首场演出。演出中首次现场演奏了四首新歌曲（"The Vengeful One"，"What Are You Waiting For"，"The Light"和专辑主打曲），以及来自《Ten Thousand Fists》的B面歌曲"Hell"，并完整演奏了这首歌曲。

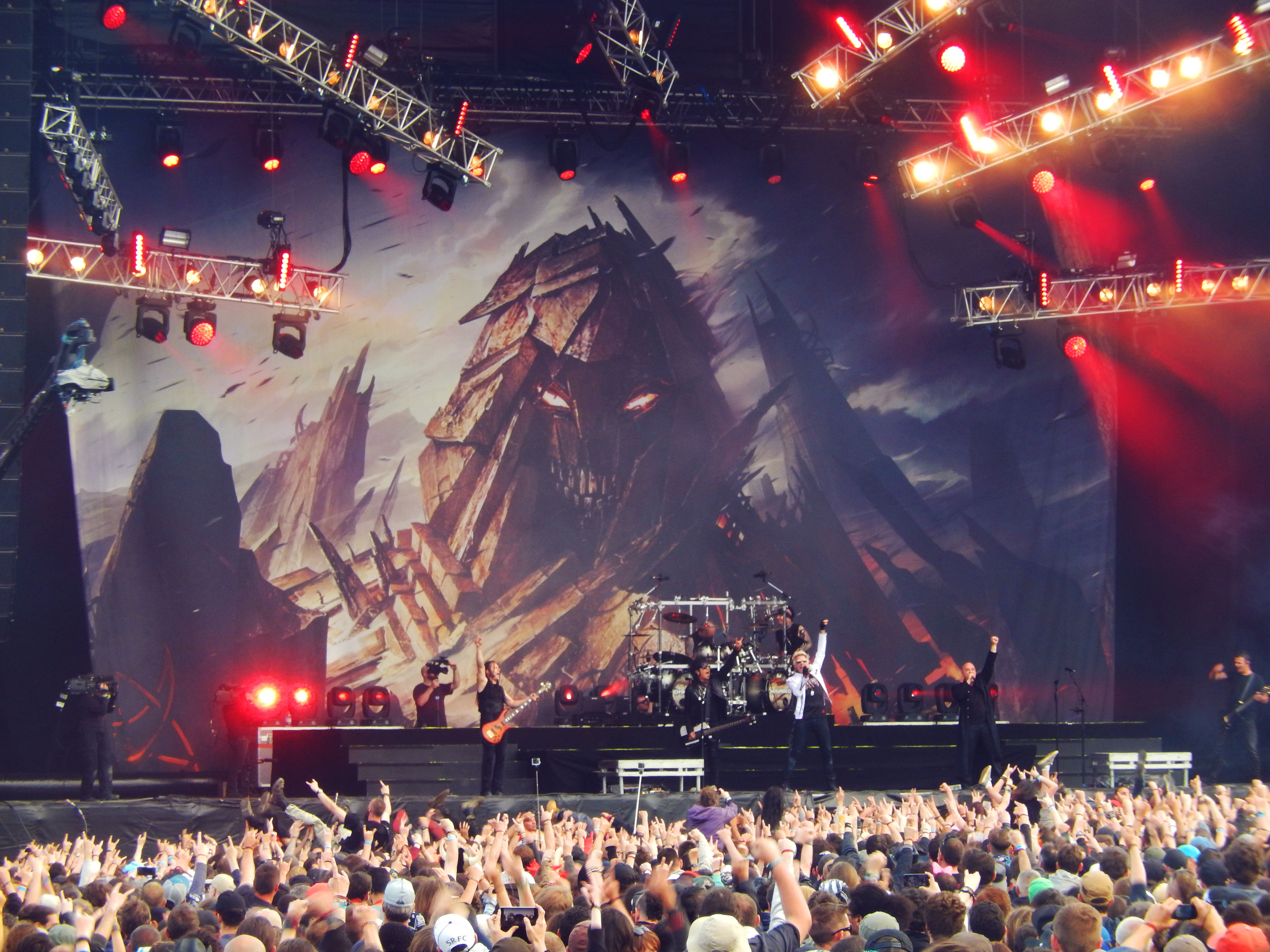
Disturbed在2016年Hellfest

Disturbed发布了对《寂静之声》的翻唱。该乐队于2016年11月18日发布了一张名为《Live at Red Rocks》的现场专辑。该乐队在澳大利亚的《The X Factor》节目中现场演奏了《The Sound of Silence》。该乐队还在《Conan》节目的一集中现场演奏了"The Sound of Silence"。Disturbed被宣布为Avenged Sevenfold在2017年1月至3月期间在英国和欧洲巡演的直接支持乐队，与烈焰邪神和Chevelle同台演出。

### Evolution（2018-2020）
Disturbed在2018年的Rock Fest音乐节上作为主力乐队，与Godsmack和Incubus同台演出。该乐队于2018年初通过社交媒体宣布已进入录音室开始录制他们的下一张专辑。在2018年6月，首席吉他手丹·多尼根和贝斯手约翰·莫耶向消息来源证实，新专辑已经完成，所有歌曲都已完成，只剩下混音和母带处理。乐队成员还在Instagram上发布了一张共进晚餐庆祝录制过程完成的照片，这是该乐队三年多以来的第一张专辑，也是超过8年来第一张有贝斯手约翰·莫耶参与的专辑。
专辑《Evolution》于2018年10月19日发布。在2018年8月16日，首支单曲《Are You Ready》发布。在2018年9月21日，专辑的第二支单曲《A Reason to Fight》发布。为支持该专辑，该乐队宣布了“Evolution World Tour”，于2019年初开始。在2019年3月25日，Disturbed宣布了一场与Pop Evil和In This Moment合作的大规模夏季巡演。Pop Evil在巡演的前半段开场，而In This Moment在后半段开场。
在2020年1月27日，该乐队宣布了一场与Staind和Bad Wolves合作的31场巡演，以庆祝《The Sickness》专辑的20周年。由于新冠大流行，该乐队推迟了巡演至2021年。在2020年9月11日，Disturbed发布了对Sting的歌曲《If I Ever Lose My Faith in You》的翻唱。在2021年3月12日，宣布了20周年巡演正式取消。

### Divisive（2021 年至今）
在休息一段时间后，该乐队进行了其首场疫情时代的现场演出。第一场演出是在2021年9月25日，作为Louisville，肯塔基州Louder Than Life音乐节的主要演出者，这是近两年来的第一次。该乐队还在11月晚些时候参加了在佛罗里达州戴通纳海滩戴通纳国际赛车场举办的Welcome to Rockville音乐节。
德雷曼谈到了乐队在2018年《Evolution》之后的创作进展：“这真的是个巨大的进展，非常、非常、非常大。我是说，我们真的感到非常兴奋。” 他还说新的创作回归到了乐队的“本色”，接近《The Sickness》和《Ten Thousand Fists》专辑的氛围。德雷曼表示，乐队希望在2022年新年后开始录制，但他们还未公布制作人的选择。与Disturbed惯常的专辑发行方式不同，这些新歌还将以两种不同的媒介发布。
2022年7月14日，Disturbed发布了他们即将推出的专辑中的一首新单曲，名为《Hey You》。
2022年9月23日，该乐队宣布了他们的第八张专辑，名为《Divisive》，并发布了一支推广单曲《Unstoppable》。专辑于2022年11月18日发布。这张专辑是在前一张专辑进行实验后，为了重返早期专辑的沉重音乐风格而做出的共同努力。新专辑还成为首张包含客座歌手的专辑，红心乐团的硬摇滚女歌手Ann Wilson为深沉、沉重的民谣《Don't Tell Me》献声。
2022年12月3日，《Divisive》在Billboard榜单上首次亮相，登上专辑销售榜第3位，摇滚专辑榜第3位，另外还在另类专辑榜上夺得第1位，在Billboard 200榜上排名第13位，之前曾在Apple全格式专辑榜上一周夺得第1位。单曲《Bad Man》、《Unstoppable》和《Hey You》均出现在主流播放榜上，专辑曲目《Hey You》（排名第2）、《Unstoppable》（排名第1）、《Don't Tell Me》（排名第2）和《Bad Man》（排名第10）都登上了硬摇滚歌曲数字销售榜的前十名。

## 其他项目
2012年2月8日，约翰·莫耶成为Adrenaline Mob的新贝斯手。John于3月12日在纽约市的Hiro Ballroom与乐队一同首次亮相，正好在乐队首张专辑《Omertá》发布的前一天。2012年2月14日，戴维·德雷曼在他的Twitter账户上确认他将在VH1的《That Metal Show》第10季中亮相，该季节将于当年某个时间播出。然而，该集后来被移到第11季，并于2012年8月11日首播。

## 吉祥物

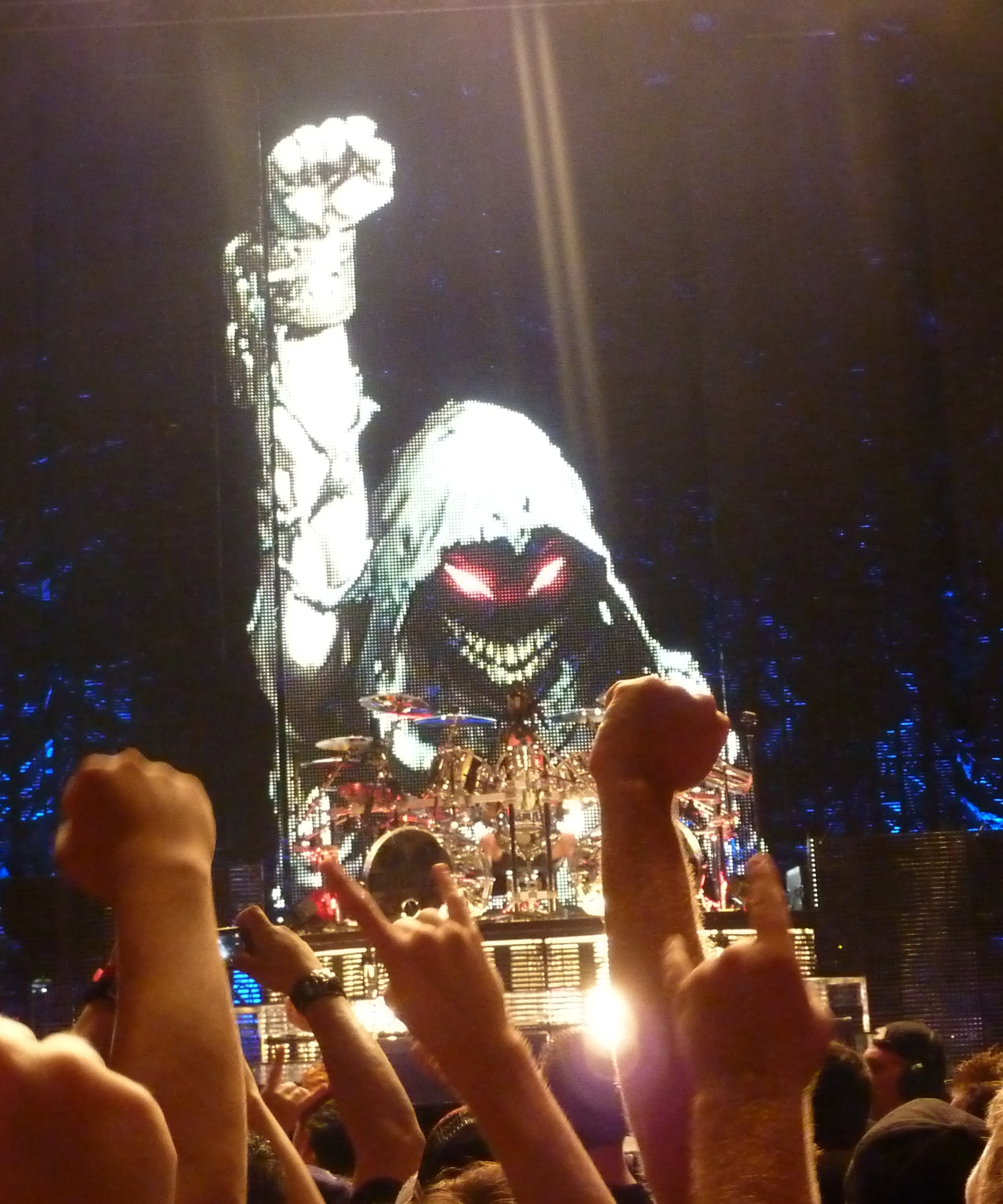
The Guy

Disturbed的吉祥物，名为“The Guy”，最初只是一张脸上带有大大笑容的图画，可以在专辑《The Sickness》的背面看到。然后，使用数字失真程序对“The Guy”的原始图像进行了编辑。在原始图像被失真三次后，“The Guy”成为了乐队的官方吉祥物。后来，艺术家David Finch为他画了一个完整的形象。

## 音乐风格、影响和歌词主题
Disturbed通常被归类为重金属、硬摇滚、和另类金属，而他们早期的音乐被描述为新金属。当被问及坚定的重金属乐迷认为Disturbed不够重的问题时，Draiman曾经说到：
“我们的音乐可能旋律太多，或者说并不那么激烈或刺激。虽然我真的很喜欢那种音乐，但这不是我们的风格。总的来说，我们更偏向硬摇滚，而不是重金属。”

“秘密在于，我们从未真正被归为特定风格，尽管当时我们确实受益于所谓的“新金属”的流行…… 我们从未拥有那些乐队典型的特色。我们没有说唱，没有键盘，也没有在那方面进行融合。在我看来，我们演奏的是经典金属。黑色安息日、铁娘子、Priest、金属乐队、潘特拉：这些是激发我们演奏欲望的乐队。”
Allmusic的评论家Bradley Torreano将专辑《Believe》描述为“迈出了和他们的偶像于声音花园和潘特拉所迈出的那种飞跃”。他还将标题曲描述为从“重拍过渡到宽广的合唱然后戛然而止，让人回忆起经典詹姆斯·海特菲尔德作品的旋律”。《Believe》也被一些评论家认为是远离《The Sickness》新金属风格的一步，走向更加硬摇滚和重金属的音乐风格，并在随后的专辑中继续发展。
根据主唱戴维·德雷曼在乐队纪录片《M.O.L.》中的说法，他写的歌词灵感来源于他自己的真实经历，并表示他喜欢用神秘的歌词来呈现自己的想法。这些歌词主题涵盖了从犹太基督教的天堂和地狱概念，家庭虐待，自杀，精神错乱，人际关系，战争，到更奇幻的主题，如吸血鬼主题，狼人和恶魔等。
他们经常提到的受到影响的乐队包括黑色安息日、犹太祭司、金属乐队、潘特拉、铁娘子、Queensrÿche和声音花园。德雷曼的主要影响来自于加入了放克元素的乐队，比如Faith No More，他对Faith No More的主唱Mike Patton表示了极大的敬意。

## 乐队成员
现任成员
- 丹·多尼根 – 吉他，键盘，编程（1994–2011，2015–至今）；和声（2015–至今）
- 麦克·温格伦 – 鼓，打击乐器，编程（1994–2011，2015–至今）；和声（2015–至今）
- 戴维·德雷曼 – 主唱（1996–2011，2015–至今）
- 约翰·莫耶 – 贝斯，和声（2004–2011，2015–至今）

前成员
- Erich Awalt – 主唱（1994–1996）
- Steve "Fuzz" Kmak – 贝斯（1994–2003）

### 相册

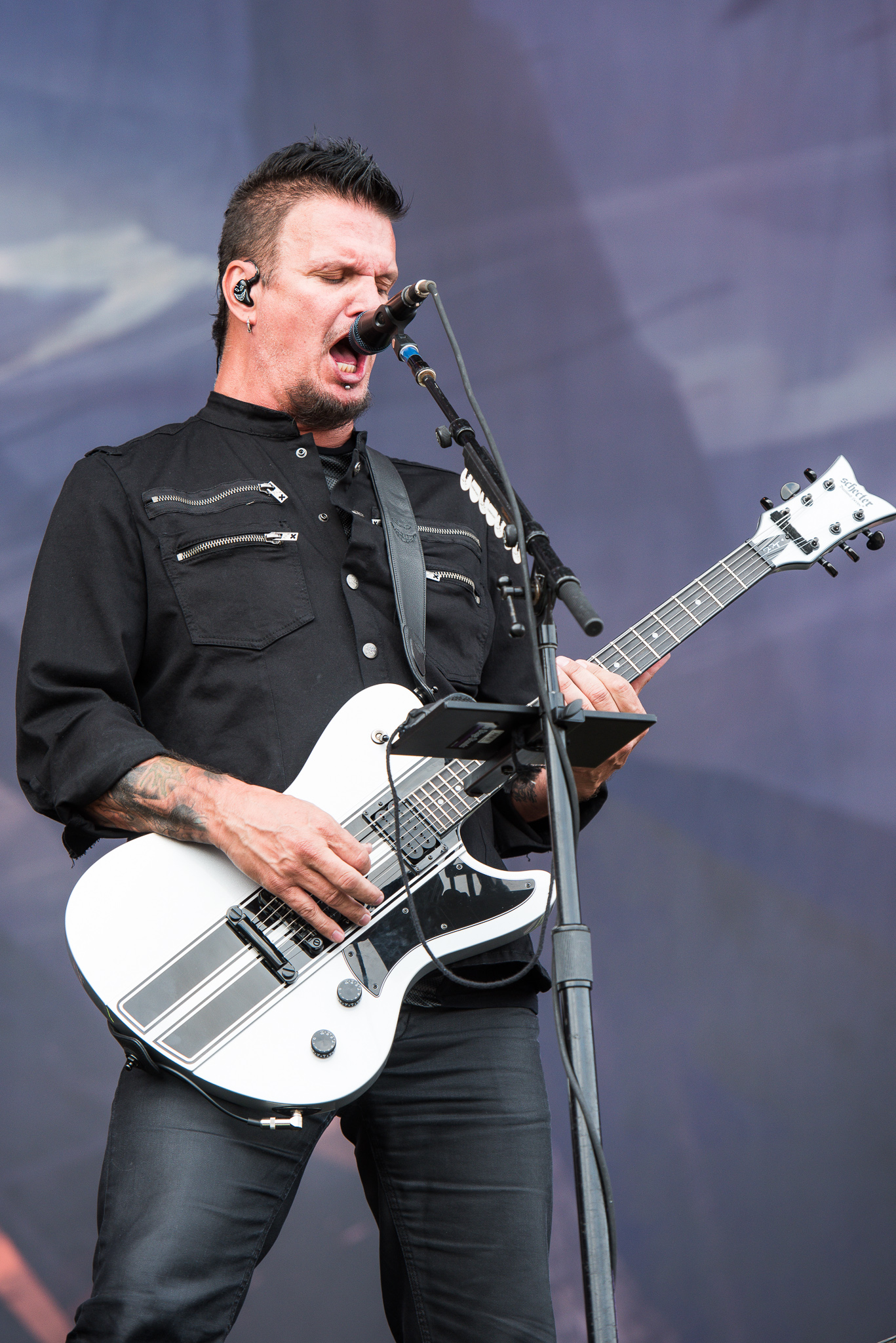
丹·多尼根
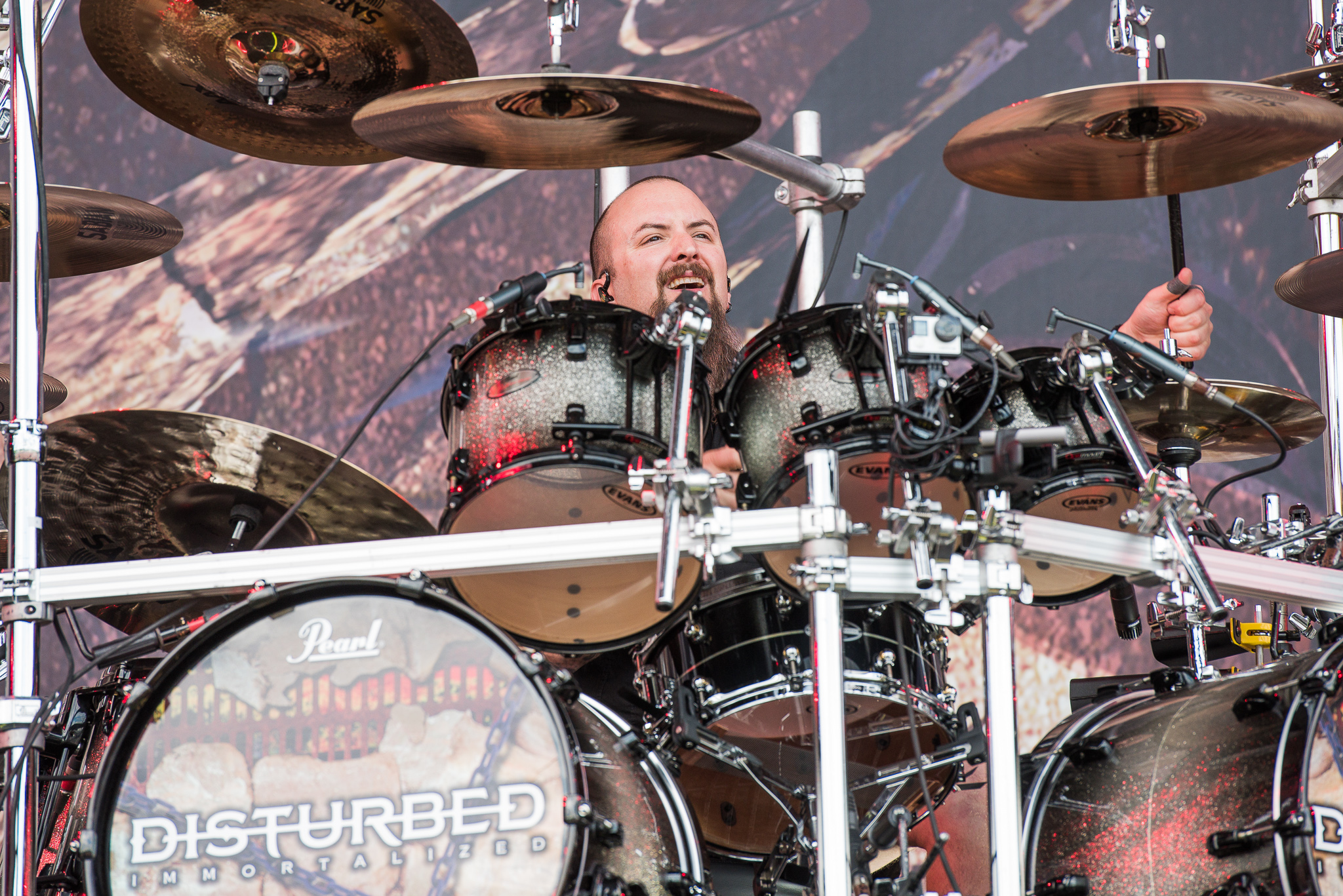
麦克·温格伦
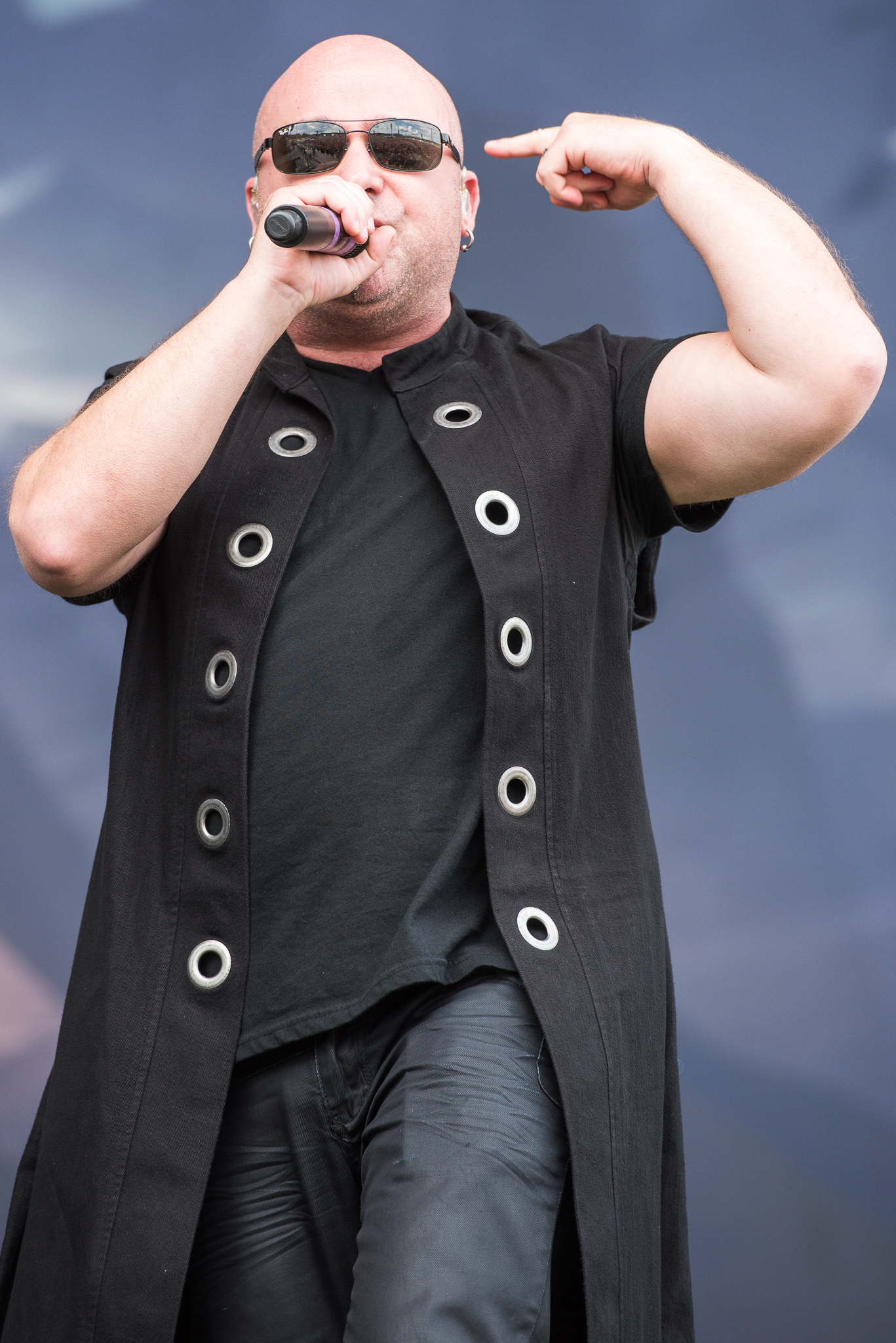
戴维·德雷曼
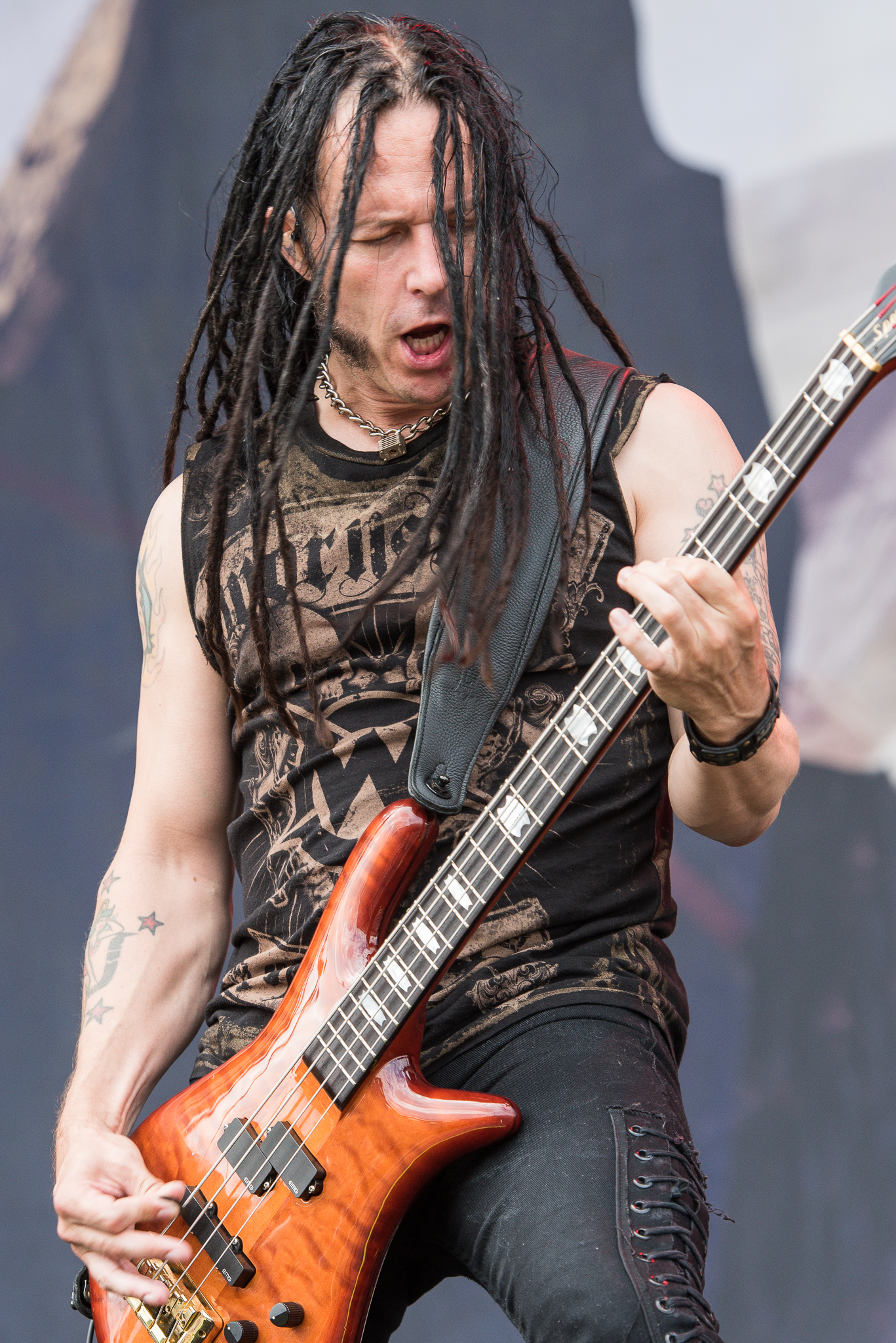
约翰·莫耶